# Ферула (рід)
Ферула (Ferula) — рід трав'янистих рослин родини окружкових. Інші назви «смолоносниця», «чомуч». Назва походить від латинського слова «ferula», що означає «різка». Це пов'язано з тим, що в античні часи сухі стебла рослини використовували для покарання неслухняних учнів.

## Опис
Це рослина з товстим і міцним стеблом заввишки до 4 м, зазвичай 1-2 м. Листя багаторазово перисторозсічені, переважно прикореневі, зібрані в об'ємну розетку. Пагони прямостоячі. Квітки становлять 1 см завдовжки, полігамні, білого або жовтого кольору. Суцвіття у вигляді зонтика. Оцвітина актиноморфна, має 5 пелюсток. Пелюстки пласкі, рідше вдавлені уздовж центральної жилки, завдовжки до 3,5 мм. Плоди (насіння) широкі, яйцеподібної форми, стиснуті з боків, зазвичай гладенькі. Плід розділений на стиснуті, пласкі напівплодики з гострими або ниткоподібними ребрами. Коріння добре розвинене, може досягати 5-6 кг ваги.
У стебла рослина міститься велика кількість ферулової кислоти.

## Екологія
Більшість представників роду в процесі росту формують потужні кущі, які під час цвітіння виглядають дуже привабливо. При дотриманні оптимальних умов вирощування ферули досягають величезних розмірів. Зацвітає ферула лише на 4-6 рік, потім цвіте щорічно і рясно. В культуру ферула впроваджується дуже повільно, оскільки розмножується лише насінням, які у вільному продажі зустрічаються рідко. Водночас ферули витримують посуху і заморозки. Добре розвиваються і квітнуть на дренованих, пухких і слабокислих ґрунтах. Плодоносіння відбувається лише 1 раз. Після цвітіння ферула засихає. Вага рослини зменшується на 60-70 %, але мертві стебла продовжують стояти ще кілька місяців і на дотик досить міцні.
Кращими партнерами ферули є гвоздики, ясколки, іберис, арабіси, дикі види маку, тюльпани, півонії, рясти, а також низькорослі чагарники — мигдаль, вишня і айва японська.
Середня тривалість життя 10-12 років, хоча зустрічаються екземпляри, котрі доживають до 30-35 років.

## Використання
Застосовують для озеленення садів і присадибних ділянок. Частина видів (наприклад Ferula badrakema, ферула бадхизька) відома своїми лікувальними властивостями.

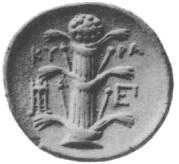
Сильфій

Існує гіпотеза, що легендарна рослина сильфій, який збирали в області Киренаїка (сучасна Лівія) за часи Єгипта Птолемеїв був один з вимерлих видів ферули.
Затверділий на повітрі молочний сік ферули в медицині називається гальбан, який у 2-й пол. XIX — на початку XX вживали для виготовлення пластирів.

## Поширення
Розповсюджено на Балканському півострові, південній Європі, північній Африці, Малій Азії, Близькому Сході, Середній Азії, в деяких областях Східної Азії.

## Види
Рід налічує близько 170 видів.